# Ischalia luteolineata
Ischalia luteolineata is een keversoort uit de familie Ischaliidae. De wetenschappelijke naam van de soort is voor het eerst geldig gepubliceerd in 1912 door Pic.